# Вулканические газы

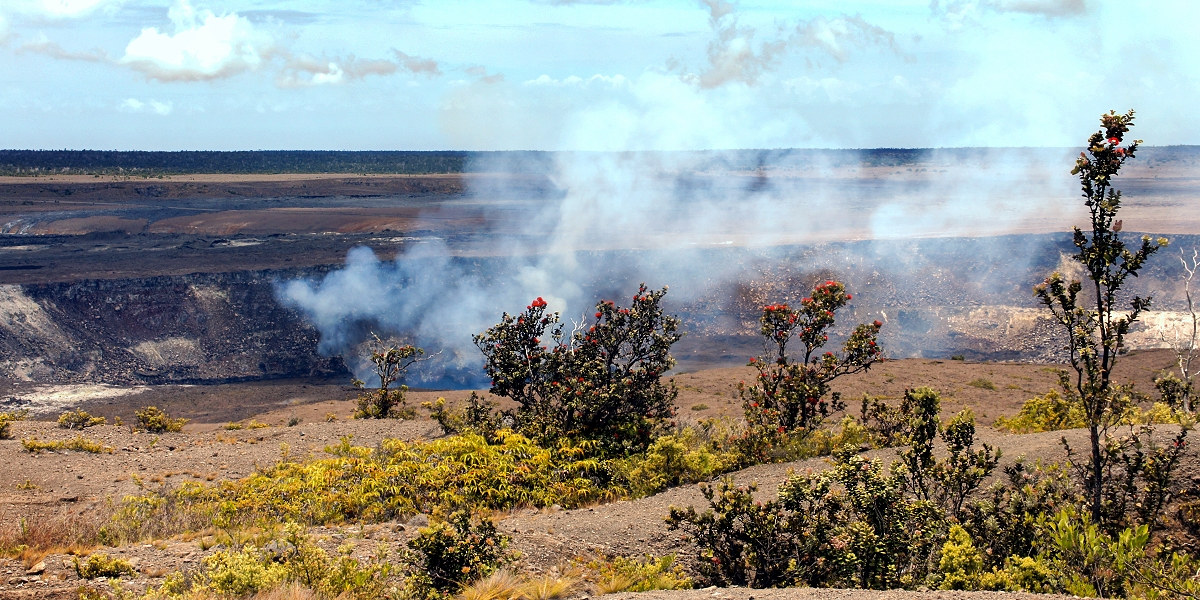
Вулканические газы,
Кратер Халемаумау

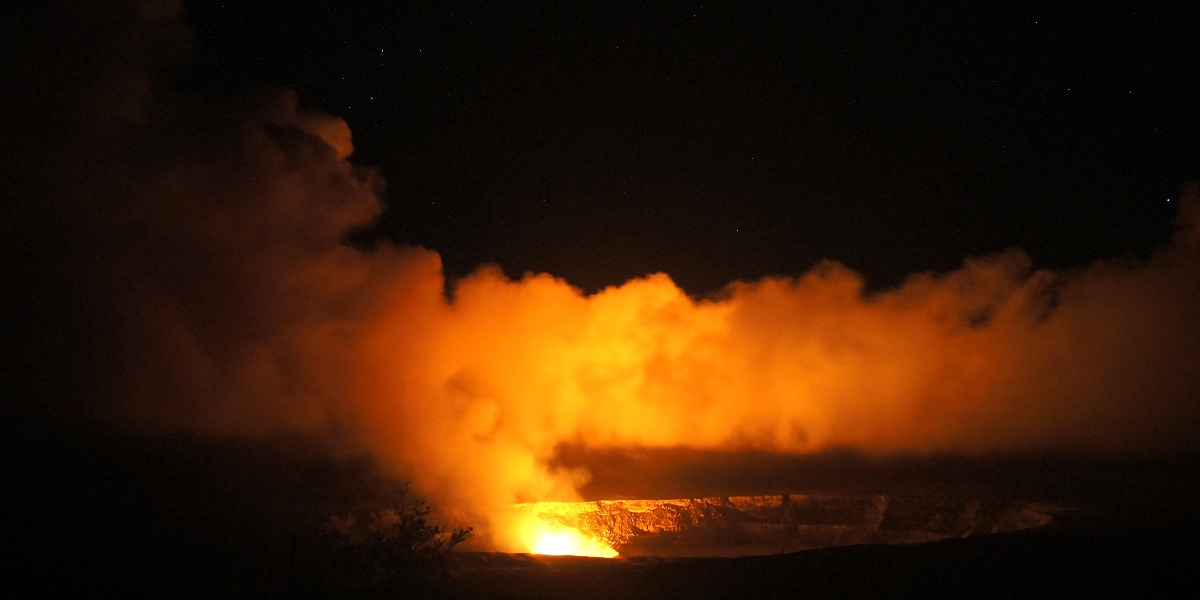
Вулканические газы ночью, Килауэа

Вулканические газы — газы, выделяемые вулканами во время и после извержения из кратера, трещин, расположенных на склонах вулкана, из лавовых потоков и пирокластических пород.

## Виды
Вулканические газы это общее понятие для всех выделяемых из вулканов газов, среди них выделяют два вида:
- Эруптивные газы — газы, выделяющиеся во время активных фаз извержений вулканов. Эруптивные газы определяют характер взрывных извержений и влияют на текучесть изливающихся лав[2].
- Фумарольные газы (от Фумарола) — смесь газов в виде струек и клубящихся масс, выделившихся из лавы или пирокластических пород в периоды спокойной деятельности вулкана, с захваченными газами из атмосферы. Фумарольные газы образуются в результате реакции продуктов извержения с органическими веществами, находившимися под горячими лавовыми потоками или пирокластическими отложениями.

По температуре выходящих фумарольных газов различают:
- сухие — 1000°-650° С
- кислые — 650—400° С
- щелочные — 400—200° С
- сернистые или сольфатары — 300—100° С
- углекислые или мофетты — менее 100° С.

## Состав

Вулканические газы

Вулканический газ имеет разный состав на разных вулканах, в основном он состоит (по уменьшению концентрации) из:
- водяной пар
- углекислый газ, угарный газ
- серный газ, сернистый газ, сера
- оксиды азота
- сероводород
- хлороводород, фтороводород
- водород, метан
- и прочие газы.

## Производные

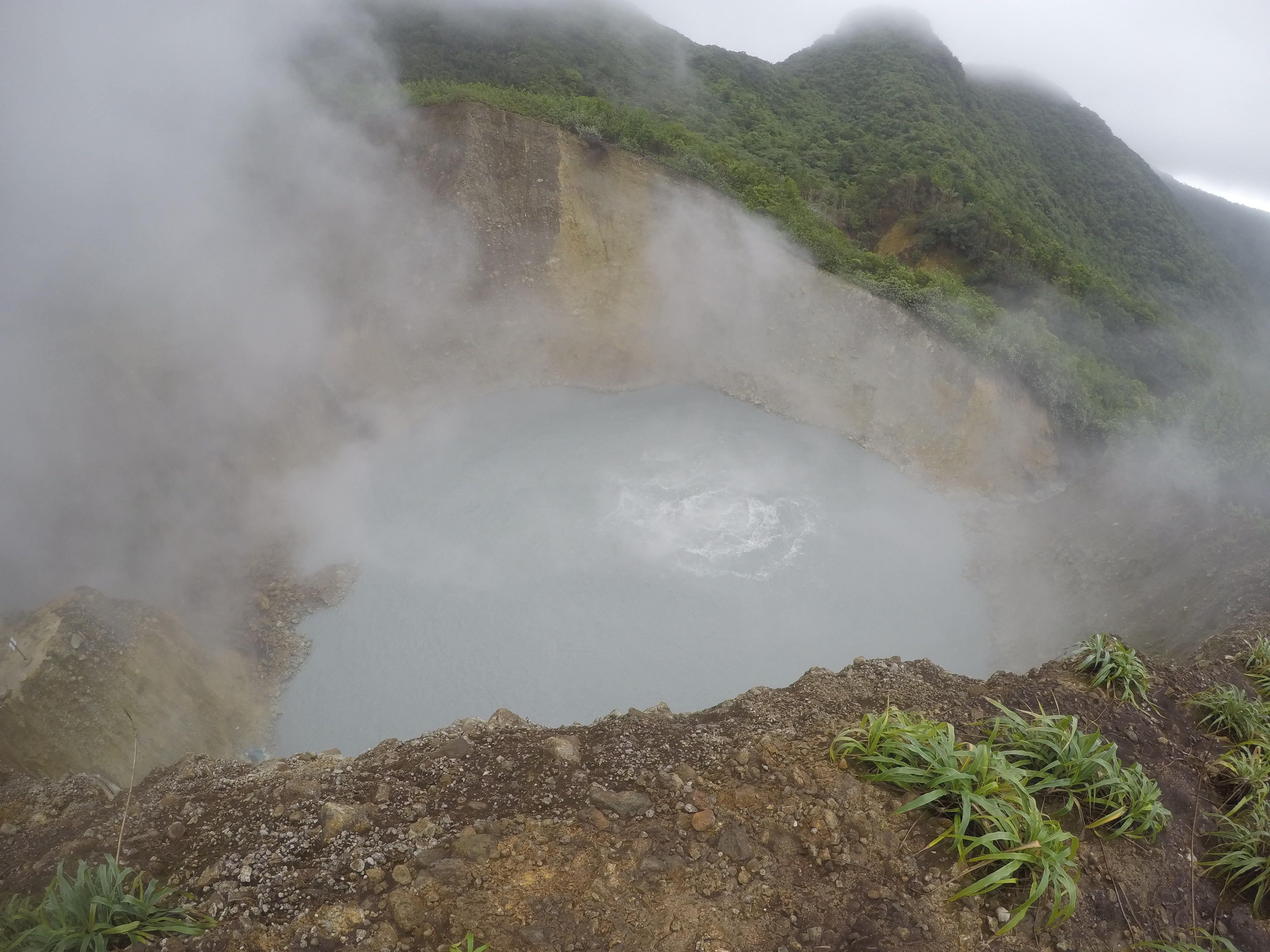
Кипящее озеро

Вулканические газы, проходя через горные породы создают:
- Геотермальные поля с геотермальными источниками и гейзерами
- минеральные воды
- Отложения кристаллической серы
- Вулканические пустыни, от горячей и отравленной почвы.

В атмосфере под действием воды и солнечного света образуется вог — вулканический смог.